# Matrox
Matrox - канадська компанія, виробник графічних чипів та відеокарт на їх основі для персональних комп'ютерів.

## Підрозділи
- Matrox Graphics спеціалізується на багатомоніторних графічних платах.
- Matrox Video пропонує рішення для любительського і професійного цифрового відеомонтажу і телемовлення.
- Matrox Imaging виробляє компоненти, ПО і системи машинного зору.
- Matrox Networks займалося активним мережевим обладнанням.

## Драйвери
Для підтримки ОС Unix і Linux, Matrox випустила тільки бінарні драйвери для більшості своїх продуктів, а також драйвери з частково доступним вихідним кодом для відеокарт на основі чипу G550. На додаток до закритих драйверів, співтовариство розробників DRI випустило повністю GPL — сумісні драйвери для великої кількості відеокарт Matrox.